# Біфляція
Біфляція (іноді міксфляція   ) — це стан економіки, при якому процеси інфляції та дефляції відбуваються одночасно в різних частинах економіки.  Термін був вперше введений у 2003 році доктором Ф. Осборном Брауном, старшим фінансовим аналітиком Phoenix Investment Group, і згодом широко використовувався в ЗМІ. Під час біфляції відбувається одночасне зростання цін (інфляція) на товари, куплені за рахунок основного доходу (прибутку), і паралельне падіння (дефляція) на товари, куплені переважно в кредит. У складі ІСЦ можна побачити біфляцію: деякі компоненти ІСЦ знаходяться на інфляційній території, а інші стикаються з дефляційним тиском. Таким чином, біфляція відображає складність сучасної фінансової системи.

## Сутність
Біфляція — це тип ефекту Кантільона, який виникає, коли монетарні органи застосовують експансіоністську монетарну політику, намагаючись пом’якшити рецесію.  Біфляція – це незвичайна, але тимчасова ситуація, яка має місце в крихкій економіці. З одного боку, при біфляції через масову емісію грошей центральними банками пропозиція грошей збільшується. Це призводить до зростання цін на найнеобхідніші товари (продукти харчування, енергоносії, одяг), оскільки загальний попит на ці товари відносно стабільний.  
З іншого боку, депресивна економіка призводить до зростання безробіття та зниження купівельної спроможності населення. Тому люди зазвичай купують найнеобхідніші товари, а попит на довгострокові активи, придбані в кредит (будинки, автомобілі, капітальне обладнання та інші, як правило, заборговані предмети) падає. Також падає попит на непотрібні товари, такі як предмети колекціонування (монети, поштові марки тощо). В результаті їх ціни також падають.
Наявність біфляції в економіці призводить до спотворення в оцінці інфляції. Наприклад, зростання цін на товари повсякденного користування компенсується падінням цін на житло та автомобілі. Як наслідок, офіційний рівень інфляції не відображає реального зростання вартості життя малозабезпеченого населення. Біфляцію можна спостерігати і в окремій галузі. Наприклад, на ринку нерухомості під час економічного спаду ціни на житло економ-класу часто зростають, а на елітне – знижуються.

## Ключові риси
- Біфляція зазвичай є ознакою слабкості економіки, оскільки попит на основні товари є лише тому, що люди бояться брати кредити для фінансування довгострокових активів. [10] Однак ця особливість іноді викликає сумніви. [11]
- Біфляція по-різному відчувається серед різних соціальних верств; зазвичай найбільше страждають люди з низькими доходами. Цей факт збільшує розрив у багатстві і в кінцевому підсумку може призвести до масових заворушень.
- Це може відчуватися як у всій економіці, так і в окремих галузях.
- Біфляція призводить до викривлення оцінки справжньої інфляції, створюючи додаткові проблеми для бізнесу, банків, інвестиційних фондів та монетарних органів. [2] Наприклад, стає важче обчислити коригування заробітної плати та вартість капіталу.
- Оскільки економіка відновлюється, інфляція та дефляція в основному гасять одна одну, але невизначеність у повсякденній діяльності може тривати.[7]
- Біфляція та стагфляція можуть виникати одночасно, оскільки їхні визначення частково збігаються.[12]

## Причини
- Кількісне пом’якшення створює надмірну пропозицію грошей, що порушує баланс в економіці, що призводить до зростання цін в одних секторах економіки і зниження в інших.
- Економічна глобалізація може призвести до імпорту як інфляції, так і дефляції з інших країн. Наприклад, у зростання цін на сировину звинувачували країни Азії, що швидко розвиваються; вплив якого відчули глобально.

1. ↑  QFINANCE: The Ultimate Resource, 4th edition (англ.). Bloomsbury Publishing. 26 вересня 2013. ISBN 978-1-84930-064-3. Процитовано 10 серпня 2021.
2. 1 2  Biernat, Mark. Mixflation – Inflation plus delfation equals biflation – What? – Political Economy. Процитовано 10 серпня 2021.
3. ↑  Summers, Nick (16 серпня 2010). What Is 'Biflation'?. Newsweek (англ.). Процитовано 10 серпня 2021.
4. ↑  Biflation. Collins Dictionary. Процитовано 10 серпня 2021.
5. 1 2  Biflation Definition. Investopedia (англ.). Процитовано 10 серпня 2021.
6. ↑  Kim, Hak-kyun (2016). 2016 Stock Market Outlook: Investing in an era of biflation (PDF). KDB Daewoo Securities. с. 11. Процитовано 10 серпня 2021.
7. 1 2  Raczkowski, Konrad; Schneider, Friedrich (2013). The Economic Security of Business Transactions: Management in business (PDF). Chartridge Books Oxford. с. 64. ISBN 978-1-909287-68-6. Процитовано 10 серпня 2021.
8. ↑  Biflation - Explained. The Business Professor, LLC. Процитовано 10 серпня 2021.
9. ↑  Malliaris, A. G. (1 березня 2006). US inflation and commodity prices: Analytical and empirical issues. Journal of Macroeconomics (англ.). 28 (1): 267—271. doi:10.1016/j.jmacro.2005.10.020. ISSN 0164-0704. Процитовано 11 серпня 2021.
10. ↑  Mitchell, Kelly (22 жовтня 2013). Gold Wars: The Battle for the Global Economy (англ.). SCB Distributors. ISBN 978-0-9860362-7-9. Процитовано 10 серпня 2021.
11. ↑  Moosa, Imad A. (2014). Quantitative Easing as a Highway to Hyperinflation (англ.). World Scientific. с. 26. ISBN 978-981-4504-92-8. Процитовано 10 серпня 2021.
12. ↑  Green, Matthew (16 червня 2010). Biflation or Stagflation? It Could Be Both | Seeking Alpha (англ.). Seeking Alpha. Процитовано 11 серпня 2021.